# Жабкинский сельсовет (Ленинский район)
Жабкинский сельсовет—упразднённая административно-территориальная единица, существовавшая на территории Московской губернии и Московской области до 1954 года.
Жабкинский с/с был образован в первые годы советской власти. По данным 1919 года он входил в состав Сухановской волости Подольского уезда Московской губернии.
В 1929 году Жабкинский с/с был отнесён к Ленинскому району Московского округа Московской области.
14 июня 1954 года Жабкинский с/с был упразднён, а его территория передана в Булатниковский с/с.